# 1er régiment étranger de cavalerie

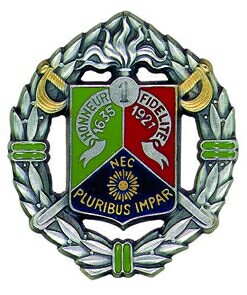
Regimentsabzeichen des 1^{er} REC

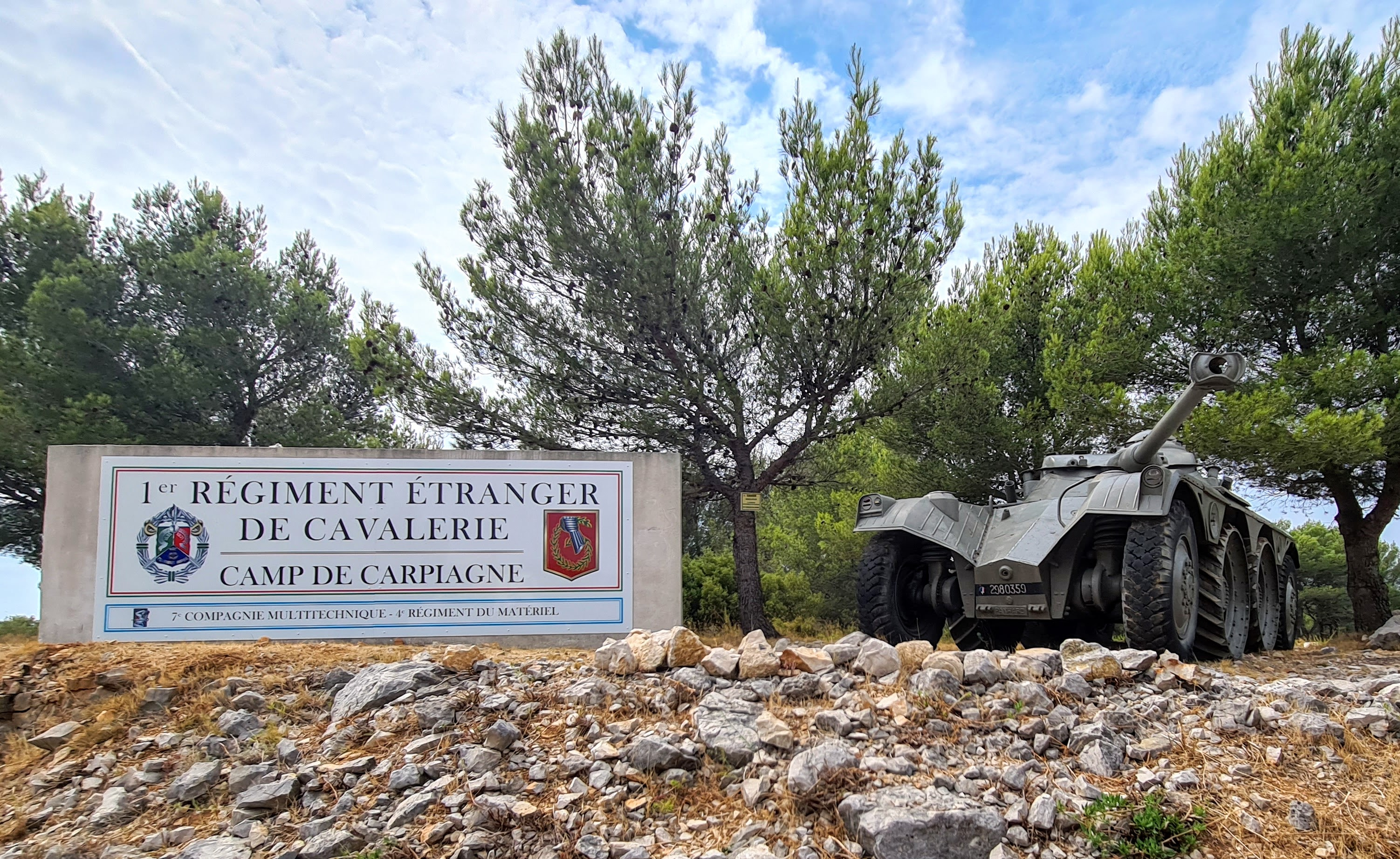
Einfahrt zur Kaserne des 1er régiment étranger de cavalerie (Camp de Carpiagne) am Ortsausgang von Carnoux en Provence (Richtung Cassis)

Das 1er régiment étranger de cavalerie (1. Kavallerie-Fremdenregiment; abgekürzt auch 1° REC) ist ein mit dem Radpanzer AMX-10 RC ausgestattete Verband der Fremdenlegion und seit dem 11. Juli 2014 im Rahmen der Umstrukturierung der französischen Streitkräfte im Camp de Carpiagne (Bouches-du-Rhône) stationiert. Bis zum Umzug war das Regiment seit 1967 im Quartier Labouche in Orange beheimatet. Das Regiment ist Teil der 6. leichten gepanzerten Brigade (6° BLB - 6e Brigade légère blindée), mit Sitz des Brigadestabes in Nîmes. Die Einheit besteht seit 1921.
Der Verband wurde in Sousse zu großen Teilen aus ehemaligen Kavalleristen der Weißen Armee aufgestellt. In den 1920er und 1930er Jahren nahm er an der Niederschlagung örtlicher Aufstände in Syrien und Marokko teil. Während des Zweiten Weltkriegs nahm er 1945 an Kämpfen um Colmar und in Süddeutschland teil.
Das Regiment erlebte seine nächsten Einsätze im Indochinakrieg (dort hatte es zeitweilig eine Stärke von 17 Eskadronen inklusive amphibischer Einheiten) und im Algerienkrieg. Fast das ganze Regiment war am Zweiten Golfkrieg beteiligt und wurde im Rahmen der Opération Daguet als Panzeraufklärer eingesetzt. Ebenso stellte es einen Teil der UN-Truppen in Kambodscha und im ehemaligen Jugoslawien. Während der Opération Serval waren wechselweise einzelne Eskadronen des Regiments 2013 in Mali eingesetzt. 

## Sonstiges
Der Schutzpatron des Regiments ist der heilige Georg, zu dessen Ehren jedes Jahr um den 23. April herum ein Tag der offenen Tür ausgerichtet wird.
Das Regiment führt die Tradition des 1962 aufgelösten 7e régiment de cuirassiers (vormals: „Royal-Étranger cavalerie“) fort.